# Sir Gawain e il Cavaliere Verde (film)
Sir Gawain e il Cavaliere Verde (The Green Knight) è un film del 2021 scritto, montato e diretto da David Lowery.
La pellicola è ispirata al poema cavalleresco Sir Gawain e il Cavaliere Verde.

## Trama
Dopo una notte di bagordi, Gawain viene svegliato la mattina di Natale in un bordello da Essel, la sua amante. Torna a Camelot e viene costretto dalla madre a partecipare a una festa alla Tavola Rotonda con suo zio Re Artù, che vede in lui il proprio erede.
Mentre si svolge la festa, la Madre esegue un rituale magico che evoca il misterioso Cavaliere Verde, il quale irrompe alla corte di Artù sfidando i presenti. Il Cavaliere che avrà il coraggio di sferrare un colpo su di lui vincerà la sua ascia verde, ma dovrà recarsi alla Cappella Verde il Natale successivo e ricevere in cambio un colpo uguale. Gawain raccoglie la sfida. Con sorpresa di tutti, il Cavaliere espone il collo e Gawain, brandendo Excalibur, lo decapita. Il Cavaliere si alza afferrando la testa mozzata, ricorda a Gawain l'accordo e se ne va.
Gawain trascorre un anno a divertirsi prima che Re Artù gli ricordi della sfida. Gawain parte quindi a cavallo per la Cappella Verde, prendendo l'ascia verde e una cintura verde fatata che lo preserverà da ogni dolore o ferita. Nel suo viaggio, Gawain incontra un ragazzo in un campo di battaglia disseminato di guerrieri morti cui chiede la strada per la Cappella Verde. Il ragazzo chiede in cambio un atto di gentilezza davanti ai morti, ma Gawain lo tratta con arroganza. Lungo la strada, il cavaliere cade vittima di un'imboscata. Credendo di essere ucciso, supplica i briganti di avere pietà, mostrando una viltà tutt'altro che cavalleresca. I tre lo deridono accusandolo di non essere un cavaliere. Gawain perde così tutti i suoi averi, l'ascia, il cavallo e la cintura. I briganti lo abbandonano legato in mezzo al bosco, in preda alla più cupa disperazione, tanto da esser tentato di lasciarsi morire. La visione del proprio cadavere consumato dal tempo ne risolleva l'orgoglio. Raggiunge la spada lasciata dai briganti e taglia le corde, ferendosi. Può proseguire il suo cammino, ma dovrà farlo con la sua sola forza di volontà. 
Giunge la notte e Gawain arriva a una piccola casa abbandonata. Esausto crolla nel letto. Viene risvegliato da una giovane donna che si sveglia impaurita accanto a lui. Winifred, capisce che è un cavaliere e gli chiede di recuperare la sua testa da una vicina sorgente. Scopriamo così che Winifred è il fantasma di una donna uccisa da un cavaliere respinto. Inizialmente Gawain cerca di sfruttare la situazione, chiedendo qualcosa in cambio, ma si rende conto che non è un comportamento cavalleresco e si tuffa a esaudire la richiesta della fanciulla. Recupera il suo cranio e ricompone i poveri resti, rimanendo tutta la notte a vegliare la salma. La mattina dopo, l'ascia rubata ricompare nella casa. Può proseguire nella sua missione. 
Nel viaggio, Gawain fa amicizia con una volpe che lo accompagna nel suo viaggio e lo difende dai Giganti irritati dal modo arrogante con cui il cavaliere si rivolge loro per accorciare la strada. Con grande fatica, giunge a un castello abitato da un Lord molto ospitale che lo tratta da pari e lo invita a fermarsi per recuperare le forze. Ancora una volta chiede come raggiungere la Cappella Verde e scopre di esser quasi arrivato. Gawain accetta allora l'amicizia e l'ospitalità del suo nuovo amico godendo pigramente di tutti gli agi del castello. La moglie del Lord si mostra interessata al nuovo ospite e cerca di sedurlo. Gawain rifiuta le attenzioni della dama, in virtù dei principi cavallereschi. Dopo una discussione su chi può essere il Cavaliere Verde (simbolo di vita e rinnovamento per la dama, portatore di morte per il giovane cavaliere) il Lord propone un gioco al suo nuovo amico. Scambierà qualsiasi cosa Gawain trovi al castello con la migliore preda della sua caccia.
Rimasto al castello, Gawain riceve ancora le attenzioni della dama, che però indossa la cintura verde fatata. A quel punto, Gawain accetta di soddisfare i desideri della donna in cambio della cintura. Dopo aver giaciuto con lui, la dama lo allontana con sdegno, rimproverandolo di esser venuto meno ai valori cavallereschi e aver approfittato dell'ospitalità di suo marito. Gawain terrorizzato fugge con la cintura. Nella foresta si imbatte nel lord a ritorno dalla caccia, che gli ricorda il suo gioco. Egli bacia Gawain in cambio di ciò che è successo con la sua Signora e chiede la cintura in cambio della propria migliore preda. Gawain rifiuta di cedere il prezioso manufatto e il lord gli mostra la preda, la sua amica volpe. 
La libera, rimproverando ancora una volta Gawain per il suo comportamento poco cavalleresco.
Ricongiunto con la volpe, Gawain indossa la cintura e raggiunge un ruscello dove sta aspettando una barca che lo porterà alla Cappella verde. La volpe cerca di dissuaderlo parlando con voce umana, implorandolo di tornare a casa e salvare la testa. Spaventato e arrabbiato, Gawain caccia la volpe e prosegue la sua missione. 
Giunto alla Cappella trova il Cavaliere Verde addormentato sul suo trono. Resiste alla tentazione di approfittare dell'occasione per ucciderlo senza sforzo, e poggia l'ascia ai piedi del trono. Veglia il Cavaliere tutta la notte aspettando il suo destino.
Al sorgere dell'alba della mattina di Natale, il Cavaliere Verde si desta e si congratula con Gawain per aver rispettato l'accordo.
Gawain si inginocchia ai piedi del Cavaliere convinto di riuscire nell'impresa, ma la paura e la codardia hanno la meglio e alla fine fugge. Ritorna a Camelot, senza raccontare come son andati davvero i fatti e riceve l'investitura a Re da parte di Artù, che da lì a poco muore. Diventa padre, ma strappa il figlio a Essel, indegna di un re. Sposa una Principessa e cresce suo figlio come un principe. Il ragazzo cresce e muore. Il popolo lo odia e lo disprezza, la famiglia lo abbandona e assediato nel suo palazzo, prima di esser catturato si sfila la cintura fatata, perdendo la testa come un burattino. A questo punto, il Cavaliere Verde lo richiama al suo dovere e scopriamo che era solo una proiezione del destino che lo aspetta se continua a comportarsi da vigliacco. Gawain è ancora inginocchiato ai piedi del Cavaliere. Prima che possa ricevere il colpo dall'ascia magica, si sfila la cintura, andando incontro al suo destino con coraggio e lealtà. 
Il Cavaliere, capendo che il ragazzo ha finalmente capito come si comporta un cavaliere e un futuro re poggia l'ascia e passa un dito sotto la gola di Gawain e lo invita ad alzarsi: "Ora la vostra testa può andare".

## Produzione
Le riprese sono cominciate nel marzo del 2019 agli Ardmore Studios di Bray, Irlanda. Weta Digital si è occupata degli effetti speciali della pellicola.

## Distribuzione
Il film avrebbe dovuto essere presentato in anteprima al festival South by Southwest il 16 marzo 2020, prima che questo venisse annullato a causa della Pandemia di COVID-19 negli Stati Uniti d'America. La distribuzione del film da parte di A24 nelle sale cinematografiche statunitensi era prevista a partire dal 29 maggio dello stesso anno, ma anch'essa è stata poi rimandata al 30 luglio 2021. Il film in Italia è stato distribuito direttamente in streaming in esclusiva il 16 novembre 2021, sulla piattaforma Prime Video.